# جوزيف ويليام دريكسل
جوزيف ويليام دريكسل (بالإنجليزية: Joseph William Drexel)‏ هو مصرفي أمريكي، ولد في 24 يناير 1833 في فيلادلفيا في الولايات المتحدة، وتوفي في 25 مارس 1888 في نيويورك في الولايات المتحدة بسبب مرض.